# Сергей Параджанов
Сергей Параджанов (на арменски: Սարգիս Հովսեփի Փարաջանյան; на грузински: სერგო ფარაჯანოვი) е съветски режисьор и сценарист, народен артист на Украинската и на Арменската ССР.

## Биография
Роден е в старо арменско семейство в Тбилиси през 1924 г. Истинското му име е Саргис Ховсеп Параджанян.
Между 1942 и 1945 г. учи във Вокалния факултет на Тбилиската консерватория и в Строителния факултет на местния Железопътен институт. През 1949 г. си намира работа като асистент-режисьор в киевската киностудия „Довженко“, където работи до 1960 г. След това е режисьор в „Арменфильм“ и „Грузия-фильм“. Междувременно през 1952 г. Сергей Параджанов завършва режисура във ВГИК, Москва.
През 1964 г. снима филма „Сенките на забравените прадеди“, който веднага го поставя в редица с най-добрите световни режисьори. „Сенките..." шестват триумфално по света - 28 награди от международни кинофестивали в 21 страни (и място в „Книгата на Гинес“ по този повод), поздравителни телеграми, изпълнени с възхищение, от Федерико Фелини, Микеланджело Антониони, Жан-Люк Годар и Акира Куросава.
Още по-новаторска в изобразително отношение става следващата творба на режисьора-сценарист – „Цветът на нара“. В този филм, състоящ се от няколко миниатюри, Параджанов пресъздава биографията на арменския народен поет Саят-Нова на колоритния исторически фон в Средновековен Кавказ. Филмът, заснет в киностудията „Арменфильм" през 1968 г., му носи и световна слава.

### Арести
Режисьорът, който работи далеч от провъзгласения „социалистически реализъм“ и е недолюбван от съветските власти, в крайна сметка заплаща за своята независимост. В продължение на 15 години съветската система се отнася жестоко с Параджанов, като напълно го отстранява от киното. През 1973 г. е арестуван по изфабрикувано обвинение в незаконна търговия с икони и хомосексуализъм и прекарва следващите 4 години в изправителна колония със строг режим.
Параджанов е пуснат от затвора през 1977 г. Завръща се в Тбилиси, но не може да си намери работа. Следващите няколко години пише сценарии, рисува и прави знаменитите си пластични колажи. През 1982 г. отново го прибират в затвора, този път без каквото и да е съдебно дело. Освобождават го след 11 месеца. След второто му влизане в затвора го изключват от Съюза на кинодейците. При ареста изчезват 17 негови сценария. Част от тях са конфискувани.

### Последни години
С началото на Перестройката отношението към Параджанов започва да се променя. През 1984 г. поставя „Легенда за Сурамската крепост“ в „Грузия-фильм“, а през 1988 г. – „Ашик–Кериб“ по едноименната поема на М. Ю. Лермонтов. През 1989 г. Параджанов започва снимките на автобиографичния филм „Изповед“, но е принуден да прекъсне заради рязко влошаване на здравето си. По покана на френското правителство заминава на лечение в Париж, но се оказва, че е болен от рак и болестта е на етап, когато вече е неизлечима.
През юли 1990 г. Параджанов умира в Ереван и е погребан в столицата на Армения. Веднага след смъртта му е наречен „последният гений“ в киното на ХХ век и „един от най-парадоксалните образи“ в съвременната култура.

## Творчество

### Филмография

#### Като режисьор
- 1951 – „Тарас Шевченко“
- 1951 – „Молдавская сказка/Андриеш“ (изгубен)
- 1954 – „Андриеш“
- 1957 – „Думка“
- 1958 – „Первый парень“
- 1959 – „Наталия Ужвий“
- 1960 – „Золотые руки“
- 1961 – „Украинская рапсодия“
- 1962 – „Цветок на камне“
- 1964 – „Тени забытых предков“
- 1965 – „Киевские фрески“ (незавършен)
- 1967 – „Страсти по Саят-Нове“
- 1967 – „Акоп Овнатанян“
- 1968 – „Дети – Комитасу“ (изгубен)[1]
- 1968 – „Цвет граната“ (първоначално – „Саят-Нова“)
- 1984 – „Легенда о Сурамской крепости“
- 1985 – „Арабески на тему Пиросмани“
- 1988 – „Ашик-Кериб“
- 1990 – „Исповедь“ (незавършен)

#### Като сценарист
- 1964 – „Тени забытых предков“
- 1965 – „Киевские фрески“
- 1968 – „Цвет граната“
- 1969 – 1989 – „Исповедь“
- 1969 – „Дремлющий дворец“
- 1970 – „Икар“
- 1970 – „Золотой обрез“
- 1970 – „Интермеццо“
- 1971 – „Демон“
- 1972 – „Давид Сасунский“
- 1972 – „Ара Прекрасный“
- 1973 – „Чудо в Оденсе“
- 1986 – „Мученичество Шушаник“
- 1986 – „Сокровища горы Арарат“
- 1989 – „Этюды о Врубеле“
- 1990 – „Лебединое озеро. Зона“[2]

Наследството на Параджанов включва и нереализирани сценарии. Част от тях са публикувани в книгите:
- Параджанов С. И. Исповедь / сост. Кора Церетели. СПб.: Азбука, 2001, 654 с. ISBN 5-267-00292-5
- Параджанов С. И. Дремлющий дворец: Киносценарии / сост. Корина Церетели. СПб.: Азбука-классика, 2006, 224 с. ISBN 5-352-00736-7

### Художник
Сергей Параджанов оставя след себе си голямо количество художествени творби: рисунки, колажи, асамблажи, инсталации, мозайки, кукли, шапки, картини и скулптури. Много от тях са изложени в Дома музей в Ереван. През 2017 г. един колаж от серията „Мона Лиза“ е продаден на аукцион за 440 хил. рубли.
Изкуствоведите разделят творчеството на Параджанов на три периода. Първият период е преди затвора и обхваща времето на 60-те години, когато художникът прави първите си мозайки, плоски и обемни колажи, керамични творби. Известност му носи серията от керамични проидведения, посветена на Пиер Паоло Пазолини и филмите му, ескизите към спектакъла „Хамлет“ и колажът „Голгота“. Вторият период – затворническия (1973–1977), към нему се отнасят рисунките с молив и химикалка. Най-известните произведения оттогава: „затворническите марки“, „Евангелието от Пазолини“, сериите „Джоконда“, „Преброяване на подбраното имущество“, „Притча за сина“, колажите на пликове за писма, „Цветове от зоната“. Третият, най-богат период е след затвора. Самият Параджанов нарича своите колажи „пресовани филми“, в тях той е свободен от цензурата и забраните на властите..